# Dicranomyia affinis
Dicranomyia affinis är en tvåvingeart som först beskrevs av Theodor Emil Schummel 1829.  Dicranomyia affinis ingår i släktet Dicranomyia och familjen småharkrankar. Inga underarter finns listade i Catalogue of Life.